# Il coraggio di Angela
(Angela (Lunetta Savino) in una scena)
Il coraggio di Angela è una miniserie televisiva ideata da Mariella Buscemi, story editor e showrunner di Magnolia Fiction, di cui è Direttore editoriale. Ambientata a Napoli, racconta, romanzandola, la storia di Silvana Fucito, eroina europea del 2005 secondo il settimanale Time, con protagonista Lunetta Savino.

## Trama
A Napoli, Angela è proprietaria di un negozio di vernici ben avviato che è costretta a difendere dai tentativi di estorsione della camorra. Il rifiuto di pagare il pizzo senza sottomettersi ai diktat della camorra costa caro alla commerciante. Dopo una serie di intimidazioni, minacce e avvertimenti, deve assistere impotente all'incendio del negozio e del magazzino. Quando vede il suo lavoro andare letteralmente in fumo, Angela decide con grande coraggio di denunciare gli estorsori e, dopo il loro arresto, ricominciare da zero e andare a testimoniare. Al suo arrivo in tribunale è salutata da una folla plaudente.